# Stizocera howdeni
Stizocera howdeni är en skalbaggsart som beskrevs av Gilmour 1963. Stizocera howdeni ingår i släktet Stizocera och familjen långhorningar. Inga underarter finns listade i Catalogue of Life.